# Jan Korytowski
Jan Korytowski herbu Mora (zm. 18 października 1788 w Poznaniu) – chorąży kaliski w latach 1773-1781, podstoli kaliski, chorąży wschowski w 1769 roku, podczaszy poznański od 1764 roku.

## Życiorys
Był członkiem konfederacji Czartoryskich w 1764 roku i posłem województwa kaliskiego na sejm konwokacyjny (1764). Jako poseł województwa poznańskiego na sejm elekcyjny 1764 roku był elektorem Stanisława Augusta Poniatowskiego z województwa poznańskiego. Członek konfederacji Adama Ponińskiego w 1773 roku. Jako poseł powiatu pyzdrskiego na Sejmie Rozbiorowym 1773–1775 wszedł w skład delegacji wyłonionej pod naciskiem dyplomatów trzech państw rozbiorczych, mającej przeprowadzić rozbiór. 18 września 1773 roku podpisał traktaty cesji przez Rzeczpospolitą Obojga Narodów ziem zagarniętych przez Rosję, Prusy i Austrię w I rozbiorze Polski. Dostał prawem emfiteutycznym starostwo brzeskokujawskie na 50 lat.